# Autostrada A10 (România)

Starea autostrăzilor și a drumurilor expres în România (decembrie 2023)

Autostrada A10, numită și „Autostrada Apuseni” este o autostradă din partea central-vestică a României care conectează autostrăzile A1 și A3, legând orașele Sebeș, Alba Iulia, Teiuș, Aiud și Turda. Din 30 noiembrie 2021 se circulă pe toată lungimea ei de 70 km. Autostrada are cu un cost total de 420 milioane de euro care este finanțat in proporție de 85% din fonduri europene, restul de 15% fiind asigurat de la bugetul de stat. Autostrada a fost împărțită în patru loturi, iar lucrările pentru loturile 3 și 4 au început în data de 20 mai 2014, s-au terminat în iarna 2017–2018, circulația fiind deschisă în 30 iulie 2018 după 7 luni de tergiversări. În cazul celorlalte două loturi, lucrările de execuție au început în luna noiembrie 2014. Lotul 2 a fost deschis circulației normale pe 19 noiembrie 2022.

## Traseu
Autostrada pornește din centura ocolitoare a orașului Sebeș și străbate Culoarul Alba Iulia - Turda, traversând de cinci ori râul Mureș. La final, aceasta se leagă de autostrada A3 lângă Turda. Autostrada A10 este împărțită în patru loturi:
| Lot | Rută                      | Lungime (km) | Cost            | Finanțare       | Comentarii                                  |
| --- | ------------------------- | ------------ | --------------- | --------------- | ------------------------------------------- |
| 1   | Sebeș – Alba Iulia (nord) | 17           | 541.739.137 lei | Bugetul de stat | Finalizat în 2020                           |
| 2   | Alba Iulia (nord) – Aiud  | 24,25        | 549.332.494 lei | Bugetul de stat | Deschis traficului în 30 noiembrie 2021     |
| 3   | Aiud – Decea              | 12,45        | 420.511.921 lei | Bugetul de stat | Finalizat în 2017, deschis în 30 iulie 2018 |
| 4   | Decea – Turda             | 16,3         | 470.004.894 lei | Bugetul de stat | Finalizat în 2017, deschis în 30 iulie 2018 |

## Listă ieșiri
| Ieșiri și construcții (Nord) |       |                           |       |                            |
| Sebeș – Turda (70 km)        |       |                           |       |                            |
| Interchange                  | km 70 | Turda                     | A3    | Deschisă în 30 iulie 2018  |
| Service area                 | km 60 | Parcare                   |       | Deschisă în 30 iulie 2018  |
| Exit                         | km 53 | Decea, Unirea, Ocna Mureș | DN1   | Deschisă în 30 iulie 2018  |
| Exit                         | km 41 | Aiud                      | DN1   | Deschisă în 30 iulie 2018  |
| Exit                         | km 26 | Teiuș, Blaj               | DN14B | Deschisă în noiembrie 2021 |
| Exit                         | km 17 | Alba Iulia Nord           | DN1   | Deschisă în decembrie 2020 |
| Exit                         | km 8  | Alba Iulia Sud            | DN1   | Deschisă în decembrie 2020 |
| Service area                 | km 4  | Parcare                   |       | Deschisă în decembrie 2020 |
| Interchange                  | km 0  | Sebeș Nord                | A1    | Deschisă în decembrie 2020 |